# Metoligotoma intermedia
Metoligotoma intermedia är en insektsart som beskrevs av Davis 1938. Metoligotoma intermedia ingår i släktet Metoligotoma och familjen Australembiidae. Inga underarter finns listade i Catalogue of Life.